# Only People
〈Only People〉은 존 레논의 노래다. 1973년 정규앨범 《Mind Games》에서 최초출시. 이래로 2010년 앨범 《Gimme Some Truth》 등에서도 출시되었다. 본곡은 레논과 오노 요코의 개인적인 철학을 다룬 노래다. 레논 자신은 《플레이보이》 인터뷰에서 본곡이 노래로서는 실패했다고 한 바 있다. "곡조 자체는 좋았지마는, 거기에 맞는 가사를 도무지 써낼 수가 없었습니다."